# Ellaidhoo
Ellaidhoo  (Divehi : އެއްލައިދޫ) est une petite île inhabitée des Maldives. Il s'agit d'une des nombreuses îles-hôtel des Maldives depuis 1985, actuellement le Ellaidhoo Maldives Resort.

## Géographie
Ellaidhoo est située dans le centre des Maldives, à l'Est de l'atoll Ari, dans la subdivision de Alif Alif. Elle se trouve à environ 56 km de la capitale Malé.